# Diretto da John Ford
Diretto da John Ford (Directed by John Ford) è un film documentario del 1971 diretto da Peter Bogdanovich, sulla vita e le opere di John Ford.